# Mörbylånga sockerbruk
Mörbylånga sockerbruk var ett sockerbruk i Mörbylånga på Öland. Det var i drift mellan 1908 och 1991, inleddes som självägande och styrdes vid nedläggningen av Svenska Sockerfabriks AB. 

## Historik
Frågan om byggande av ett sockerbruk i Mörbylånga väcktes första gången 1906, vid ett möte med södra Kalmar läns lantmannaklubb. Öland var då en stor producent av sockerbetor som måste fraktas över Kalmarsund till Karlshamns sockerbruk för förädling, så när det nya bruket skulle byggas valdes platsen av både geografiska och ekonomiska skäl.
Sockerbruket byggdes som ett råsockerbruk med en kapacitet på 600 ton sockerbetor per dygn. Bygget försenades dock, och vid starten av den första betkampanjen i november 1908 kunde bara 200 ton betor avverkas per dygn. Detta ledde till stora ekonomiska förluster.
Sockerbetorna levererades med båt till Mörbylånga hamn från Småland, Öland och Blekinge, och under en period även från Gotland. Dessutom skedde transporter med öns nybyggda smalspåriga järnväg. Under betkampanjen kom dagligen till bruket 130 järnvägsvagnar med 9 ton betor vardera, i 300 meter långa tågsätt. När sockerbruket i Karlshamn lades ned 1953 transporterades betorna från östra Blekinge med lastbil till Bergkvara i Småland, där de lastades om till godsvagnar som transporterades med tågfärjan S/S Betula till Mörbylånga.
Under betkampanjerna från september till jul utökades personalen från normalt cirka 40 personer till flera hundra, och man arbetade treskift hela veckan. Omkring 250 av dessa arbetade på fabriken, och ytterligare 100 på betvågarna och med lastning och lossning i hamnen.
På 1920-talet byggdes två tjänstemannabostäder och en kasern för arbetarna. Kasernen brann ned den 17 januari 1926, men byggdes upp igen på samma plats några år senare. Alla tio inneboende räddades.
Bruket moderniserades successivt, och 1951 började man tillverka strösocker som förvarades i fyra nybyggda silor i hamnen. Restprodukterna betmassa och melass torkades och användes som  kreatursfoder. År 1960 byggde man ett hamnmagasin och började transportera sockret på pallar. Den ökade mekaniseringen gjorde att många arbetstillfällen försvann.
Sockerbruket hotades av nedläggning redan på 1960-talet men drevs vidare med hjälp av  subventioner. 1991 lades sockerbruket slutligen ned.